# ФК Раднички Клокочевац
ФК Раднички је фудбалски клуб из Клокочевца, крај Доњег Милановца, Србија. Клуб је 1982. године основала група заљубљеника у фудбал, на челу са Милорадом Гицићем, Милованом Ерцеговићем, Љубомиром Јанковићем и Драгославом Драгојевићем. 
Раднички Клокочевац се тренутно такмичи у Борској окружној лиги, петом такмичарском нивоу српског фудбала.